# Liste der Monuments historiques in Adamswiller
Die Liste der Monuments historiques in Adamswiller führt die Monuments historiques in der französischen Gemeinde Adamswiller auf.

## Liste der Bauwerke
| Bezeichnung   | Beschreibung | Standort             | Kennzeichnung | Schutzstatus | Datum | Bild |
| ------------- | ------------ | -------------------- | ------------- | ------------ | ----- | ---- |
| Napoleonsbank | Stein, 1856  | Rue du moulin (Lage) | PA00084578    | Inscrit      | 1988  |      |